# Frankenstein – Der Schrecken mit dem Affengesicht
Frankenstein – Der Schrecken mit dem Affengesicht (japanisch フランケンシュタイン地底怪獣, Furankenshutain tai Baragon, englisch Frankenstein Conquers the World) ist ein japanischer Kaiju-Film des Regisseurs Ishirō Honda (bekannt auch als Inoshiro Honda). Produziert wurde der 1965 erschienene Film vom Tōhō-Studio, das vor allem für die Filme der Godzilla- Reihe bekannt ist. Die Spezialeffekte stammen von Eiji Tsuburaya. 1966 erschien mit Frankenstein – Zweikampf der Giganten die einzige offizielle Fortsetzung.

## Handlung
Die Handlung beginnt gegen Ende des Zweiten Weltkriegs (1939–1945). Deutsche nazistische Wissenschaftler brechen in das Laboratorium des Dr. Reisendorf ein und entnehmen das Herz des berühmten Frankenstein-Monsters, um es, eingebetter in einer Nährlösung, per U-Boot nach Hiroshima in Japan zu bringen. Kurz nachdem sie es japanischen Wissenschaftlern zur Untersuchung übergeben haben, schlägt die Atombombe in Hiroshima ein und die Versuche am Herzen enden. Da das Herz des Ungeheuers unzerstörbar ist, überlebt es, geht aber verloren.
15 Jahre später entdecken der Amerikaner Dr. James Bowen und seine japanischen Assistenten Dr. Ken'ichirou Kawaji und Dr. Sueko Togami in Hiroshima einen affenähnlichen Jungen, der in Höhlen lebt und sich von lebenden Tieren ernährt, und nehmen ihn kurzerhand mit. Der Junge wird von den drei Wissenschaftlern erforscht und die Medien entwickeln großes Interesse an ihm. Dr. Bowen findet heraus, dass der Junge der „kaukasischen Rasse“ angehört und immun gegen ionisierende Strahlung ist.
Der ehemalige Kapitän Kawai, der damals das Herz von Frankensteins Kreatur nach Japan brachte, arbeitet in einer Ölfabrik in der Präfektur Akita. Bei der Arbeit fängt die Erde zu beben an und er sieht, wie ein rotes Monster – Baragon – aus der Erde kommt und gleich wieder verschwindet.
Inzwischen wächst der Junge in relativ kurzer Zeit zu ungemeiner Größe heran, was Dr. Bowen Angst macht. Er kettet das Ungetüm in einer Gefängniszelle an die Wand und verschluckt den Schlüssel des Schlosses. Dr. Togami macht sich jedoch Sorgen um den Jungen und füttert ihn mit proteinreichem Essen, um ihn gesund zu halten. Kapitän Kawai stattet Bowen einen Besuch ab und sagt ihm, dass der Junge wahrscheinlich durch die Radioaktivität der Atombombe aus dem Herz mutiert ist, da dieses bei der Explosion verloren ging und der Junge eine große Ähnlichkeit zu Frankensteins Monster aufweist. Auf Bowens Anweisung reist Dr. Kawaji nach Frankfurt am Main zu Dr. Reisendorf und lässt sich von ihm die Geschichte Frankensteins erzählen. Er sagt ihm auch, dass das Monster unsterblich ist, solange es genügend Proteine zu sich nimmt und ihm abgetrennte Körperteile schnell nachwachsen. Wieder zurück in Japan, wollen die Wissenschaftler dies testen und laden sogar ein Fernsehteam ein, um alles live zu übertragen. Mitten beim Vorgang zerreißt das Ungetüm, das von nun an den Namen Frankenstein trägt, seinen angeketten Arm, der ihm bald darauf wieder nachwächst, bricht in einer Orgie der Zerstörung aus dem Laboratorium aus und flieht in den Wald. Während der Flucht kommt er an Okayama vorbei, wo er ein paar Tiere verspeist, und bleibt schließlich am Berg Ibuki, wo er aus Wut Bäume ausreißt und Felsen zerstört.
Ein paar Tage später taucht wieder das feuerspeiende Riesenreptil Baragon aus dem Inneren der Erde auf und verwüstet Städte, deren Einwohner dabei alle ums Leben kommen. Der Verdacht fällt auf das inzwischen 30 Meter große Monster Frankenstein und es wird das Militär auf ihn gehetzt, um ihn mit allen Mitteln (u. a. Raketen, Panzer) zu bekämpfen. Die Soldaten können ihm aber keinen Schaden zufügen. Aus Wut zerstört er ihre Panzer und Kanonen und frisst mehrere der Männer bei lebendigem Leibe. Als Kapitän Kawai davon erfährt, meldet er sich sofort bei Dr. Bowen und erzählt ihm von Baragon, dem Monster in Akita. Gemeinsam mit Dr. Togami, zu der Frankenstein ein sehr gutes Verhältnis hat, begeben sie sich auf die Suche nach ihm, um ihn zu besänftigen.
Bowen, Sueko und Kawaji gehen mit einer Gruppe von Soldaten in den Wald, in dem sie Frankenstein vermuten. Auf dem Weg schlägt Kawaji vor, Frankenstein zu töten und sein Herz sowie sein Gehirn aufzubewahren, da er nicht mehr zu besänftigen sei, womit die beiden anderen aber nicht einverstanden sind. Auf der Suche nach Frankenstein stoßen sie jedoch auf Baragon, den Bowen und Kawaji mit Granaten bewerfen, als Frankenstein auftaucht. Ein gewaltiger Kampf der Giganten zwischen den beiden Ungetümen beginnt, bei dem Frankenstein gewinnt. Er verabschiedet sich daraufhin von den Wissenschaftlern und verschwindet in den Bergen, um sich von der Menschheit fernzuhalten.

### Alternatives Ende
Im alternativen Ende braust ein gigantischer Oktopus aus dem Meer und zieht den verletzten Frankenstein nach einem kurzen Kampf in die Tiefen des Meeres. Derselbe Oktopus ist auch in der Fortsetzung Frankenstein – Zweikampf der Giganten zu sehen, in der er von Frankensteins Gegner Gaira getötet wird.

## Uraufführungen
- Japan: 8. August 1965
- USA: 8. Juli 1966
- Deutschland: 13. Juli 1967[1]

## Fortsetzungen
Zu Frankenstein – Der Schrecken mit dem Affengesicht ist eine Fortsetzung erschienen:
- 1966: Frankenstein – Zweikampf der Giganten

In Zweikampf der Giganten bekämpft die Frankenstein-Kreatur Sanda, einen aus seinen Zellen mutierter Koloss Geira. Am Ende werden beide Monster getötet. Die Handlung knüpft direkt an das Ende des Vorgängers an.
Aufgrund des Erfolges von Frankenstein – Der Schrecken mit dem Affengesicht wurden in Deutschland aus finanziellen Gründen viele Filme der Godzilla-, Gamera- und King-Kong-Reihen, die eigentlich nichts mit Frankenstein gemeinsam haben, als Fortsetzung dieses Films beworben. Hier einige Beispiele:
- 1966: Frankenstein und die Ungeheuer aus dem Meer
- 1966: King Kong – Frankensteins Sohn
- 1967: Frankensteins Monster jagen Godzillas Sohn
- 1967: Gamera gegen Gaos – Frankensteins Kampf der Ungeheuer
- 1971: Frankensteins Kampf gegen die Teufelsmonster
- 1972: Frankensteins Höllenbrut

## Kritiken
„Abwandlung des Frankenstein-Themas mit Anhäufung von Grusel- und Katastrophen-Effekten.“

„Ein simpel gebauter und mehr auf Trickeffekte gestützter Phantasiestreifen für erwachsene Kinder.“

„Das Interessanteste an diesem Schwachsinn ist die Tricktechnik des Films.“